# Bombardement de Kuala Lumpur
Théâtre d'Asie du Sud-Est de la Guerre du Pacifique
Batailles
- Opération Cockpit
- Opération Transom
- Opération Matterhorn (Pelembang - Kuala Lumpur)
- Bombardements de Bangkok (1942-45)
- Bombardements de Singapour (1944-45)
- Opération Crimson
- Opération Banquet (Padang)
- Opération Light
- Opération Millet
- Opération Outflank (Robson - Lentil - Meridian)
- Opération Sunfish
- Opération Bishop
- Opération Balsam
- Opération Collie
- Opération Livery

Des bombardiers lourds Boeing B-29 Superfortress de l'United States Army Air Forces (USAAF) ont effectué deux raids aériens sur les installations ferroviaires de Kuala Lumpur, sous occupation japonaise, en février et mars 1945. La première de ces attaques a eu lieu le 18 février et a impliqué 48 ou 49 B-29. Le deuxième raid a été effectué le 10 mars par 24 ou 26 avions. Ces attaques ont infligé des dégâts considérables aux ateliers de réparation du chemin de fer central. Aucun avion américain n'a été perdu dans l'une ou l'autre des opérations.

## Antécédents
Les forces japonaises ont capturé Kuala Lumpur le 11 janvier 1942 durant l'invasion de la Malaisie.  Le 28 janvier 1942, des bombardiers lourds Boeing B-17 Flying Fortress de l'armée de l'air des États-Unis (USAAF) opérant à partir de Palembang dans les Indes orientales néerlandaises ont bombardé des aérodromes tenus par les Japonais près de la ville. Kuala Lumpur est devenu plus tard un centre ferroviaire clé pour la Malaisie occupée par les Japonais.
Au début de 1944, l'USAAF a commencé le premier déploiement de ses nouveaux bombardiers lourds B-29 Superfortress. Dans le cadre de l'Opération Matterhorn , le XX Bomber Command (commandant Curtis LeMay) était basé en Inde et avait pour rôle principal d'attaquer des cibles dans l'ouest du Japon via des aérodromes du centre de la Chine. En outre, le Commandement a également reçu l'ordre de frapper des cibles en Mandchourie et en Asie de l'Est.

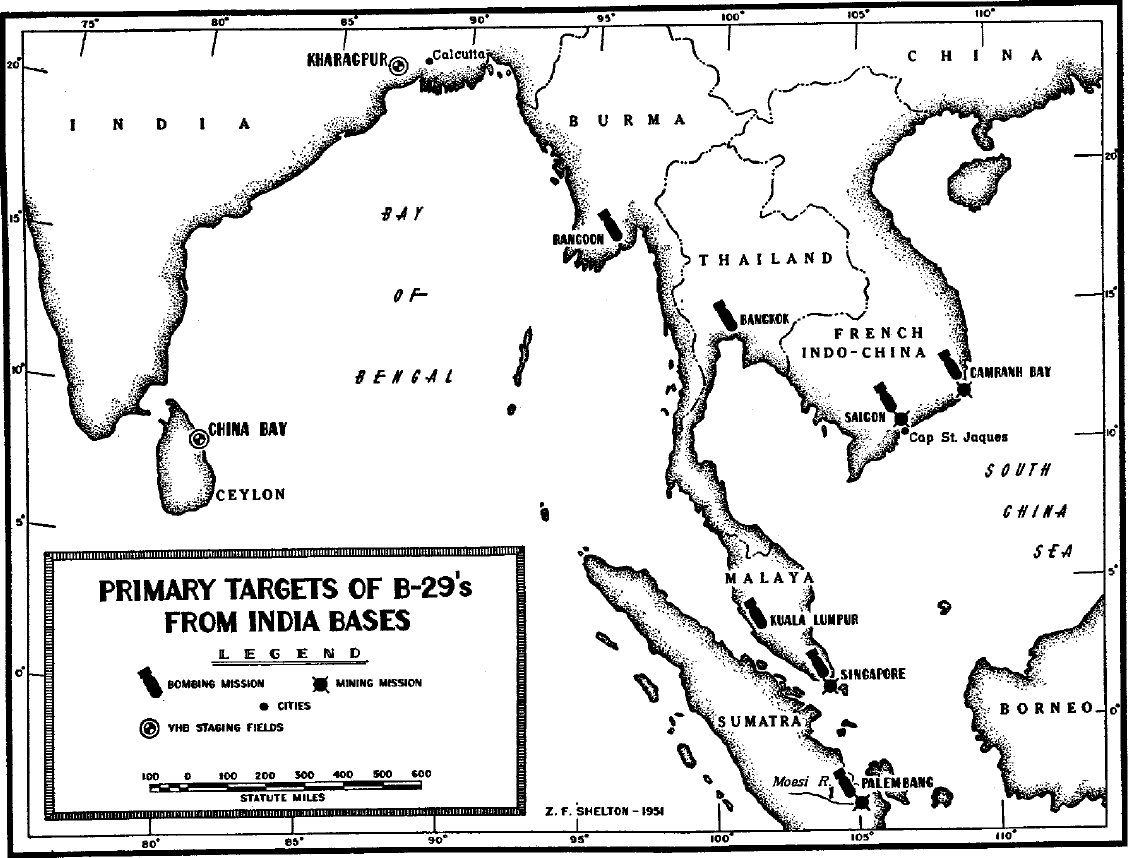
Emplacement des bases de bombardiers B-29 en Inde et à Ceylan et les principales cibles qu'ils ont attaquées en Asie du Sud-Est

Le XX Bomber Command a effectué son premier raid de pénétration profonde en Asie du Sud-Est dans la nuit du 9 au 10 août 1944, lorsque 56 B-29 ont mené une attaque infructueuse contre des cibles pétrolières près de Palembang lors de l'Opération Boomerang. Des attaques ont également été faites contre Singapour le 5 novembre et le 11 janvier 1945. Le 15 janvier 1945, le XX Bomber Command a été ordonné d'arrêter ses missions via la Chine et d'effectuer à la place des "opérations limitées" contre des cibles occupées par les Japonais en Asie du Sud-Est à partir de ses bases en Inde. Il s'agissait d'une utilisation provisoire pour le commandement, avant son redéploiement dans les îles Mariannes en avril, où il rejoindrait le principal effort des bombardements stratégiques sur le Japon.

## Attaques
Les B-29 ont réussi une attaque contre les installations navales japonaises à Singapour le 1er février. Les préparatifs ont commencé immédiatement après pour un autre raid contre Singapour, qui était prévu pour le 6 février. Cependant, le 3 février, le Commandement de l'Asie du Sud-Est (SEAC) a ordonné au XX Bomber Command de ne plus attaquer les installations navales de Singapour ou de Penang, car il espérait les capturer intactes plus tard dans la guerre. Le commandant du SEAC, Lord Louis Mountbatten, a précisé que plusieurs cibles dans la région de Kuala Lumpur seraient plutôt la cible principale du XX Bomber Command. Les installations industrielles à Singapour et à Saigon et aux alentours ont été identifiées comme cibles secondaires. 

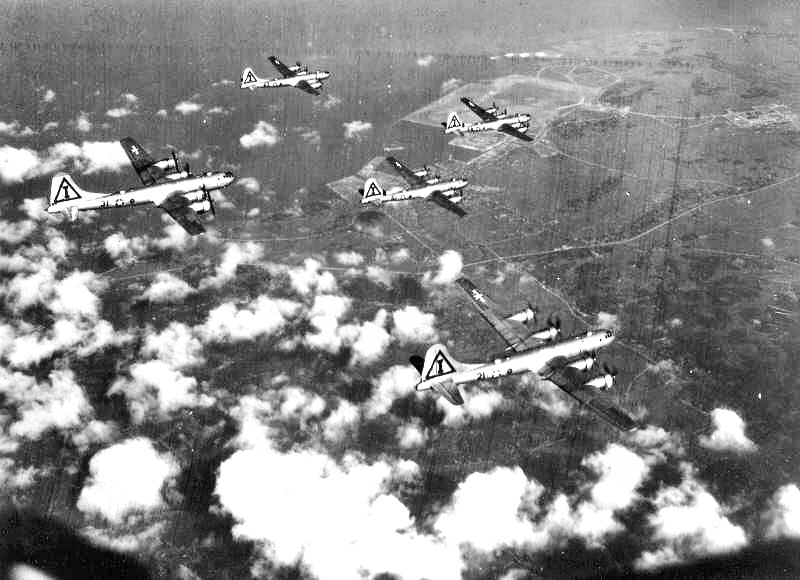
Bombardiers B-29 en formation

Le premier raid du XX Bomber Command contre Kuala Lumpur a eu lieu le 19 février. La cible de cette opération était les ateliers de réparation de la Gare de Kuala Lumpur Sentral. 48 ou 49 B-29s du 444th Air Expeditionary Wing (en) et du 468th Bombardment Group (en) sont arrivés sur la ville. L'attaque a réussi, 67% des bâtiments de l'atelier ayant été détruits, ainsi que des voies ferrées et du matériel roulant. Quatre autres B-29 ont bombardé des cibles alternatives. Tous les B-29 sont retournés à la base. 
Le 468th Bombardment Group a lancé une deuxième attaque contre les ateliers de réparation du chemin de fer central le 10 mars. 24 ou 26 B-29 ont fait l'attaque. Comme aucun canon antiaérien n'a tiré sur les bombardiers et que peu d'avions de chasse japonais ont été rencontrés, les B-29 sont descendus à 8 700 pieds (2 700 m). Le bombardement était extrêmement précis et détruisit une rotonde, plusieurs autres bâtiments et d'autres équipements ferroviaires. Un musée a également été gravement endommagé. [Trois autres B-29 ont attaqué Khao Hua Khang et un a tenté de bombarder un navire près de Port Kelang. La force américaine n'a subi aucune perte.

## Conséquences
Le XX Bomber Command a terminé sa dernière mission, une attaque contre Singapour, le 30 mars. Ses unités de combat se sont ensuite déplacées vers les îles Mariannes. 
Toutes les bombes larguées lors des attaques contre Kuala Lumpur n’ont pas explosé, et les unités du Royal Engineers de l’armée britannique ont dû nettoyer les munitions non explosées des gares de Kuala Lumpur après la guerre. Une bombe de guerre a explosé à l'extérieur de la gare de Kuala Lumpur en avril 1949, laissant un cratère de 18 mètres de large.